# Austrália Meridional
A Austrália Meridional ou Austrália do Sul (em inglês:  South Australia, abreviado como SA) é um estado na parte central do sul da Austrália. O estado abrange algumas das partes mais áridas do país e cobre uma área total de 983 482 quilômetros quadrados, é o quarto maior dos estados e territórios da Austrália em área, e o quinto maior em população. Possui uma população total de 1,7 milhão de pessoas, e sua população é a segunda mais centralizada na Austrália (depois da população da Austrália Ocidental) com mais de 77% dos sul-australianos vivendo na capital, Adelaide ou em seus arredores. Outros centros populacionais no estado são relativamente pequenos, como Mount Gambier, o segundo maior centro, que tem uma população de apenas 28 684 habitantes.
A Austrália Meridional compartilha fronteiras com todos os outros estados do continente e com o Território do Norte. Faz fronteira com a Austrália Ocidental no oeste, a norte com o Território do Norte, a nordeste com Queensland, a leste com Nova Gales do Sul, a sudeste com Vitória e a sul com a Grande Baía Australiana. O estado compreende menos de 8% da população australiana e ocupa o quinto lugar entre as subdivisões australianas. A maioria de sua população reside na região metropolitana da Grande Adelaide. A maior parte do restante da população está situada em áreas férteis ao longo da costa sudeste e do rio Murray. As origens coloniais do estado são únicas na Austrália, foi uma província britânica planejada e livremente estabelecida, e não um assentamento para condenados.
Como no resto do continente, a região foi ocupada durante muito tempo pelos aborígines, organizados em numerosas tribos e línguas. A Companhia da Austrália Meridional estabeleceu um assentamento temporário em Kingscote, na ilha Kangaroo, em 26 de julho de 1836, cinco meses antes da fundação de Adelaide. O princípio norteador por trás do assentamento era o da colonização sistemática, uma teoria adotada por Edward Gibbon Wakefield que mais tarde foi empregada pela Companhia da Nova Zelândia. O objetivo era estabelecer uma província como um centro da civilização para imigrantes livres, prometendo liberdade civil e tolerância religiosa. Embora sua história seja marcada por dificuldades econômicas, a Austrália Meridional permaneceu politicamente inovadora e culturalmente vibrante. Hoje, o estado é conhecido pelo seu bom vinho e numerosos festivais culturais. A economia é dominada pelas indústrias agrícolas, de manufatura e de mineração.

## História

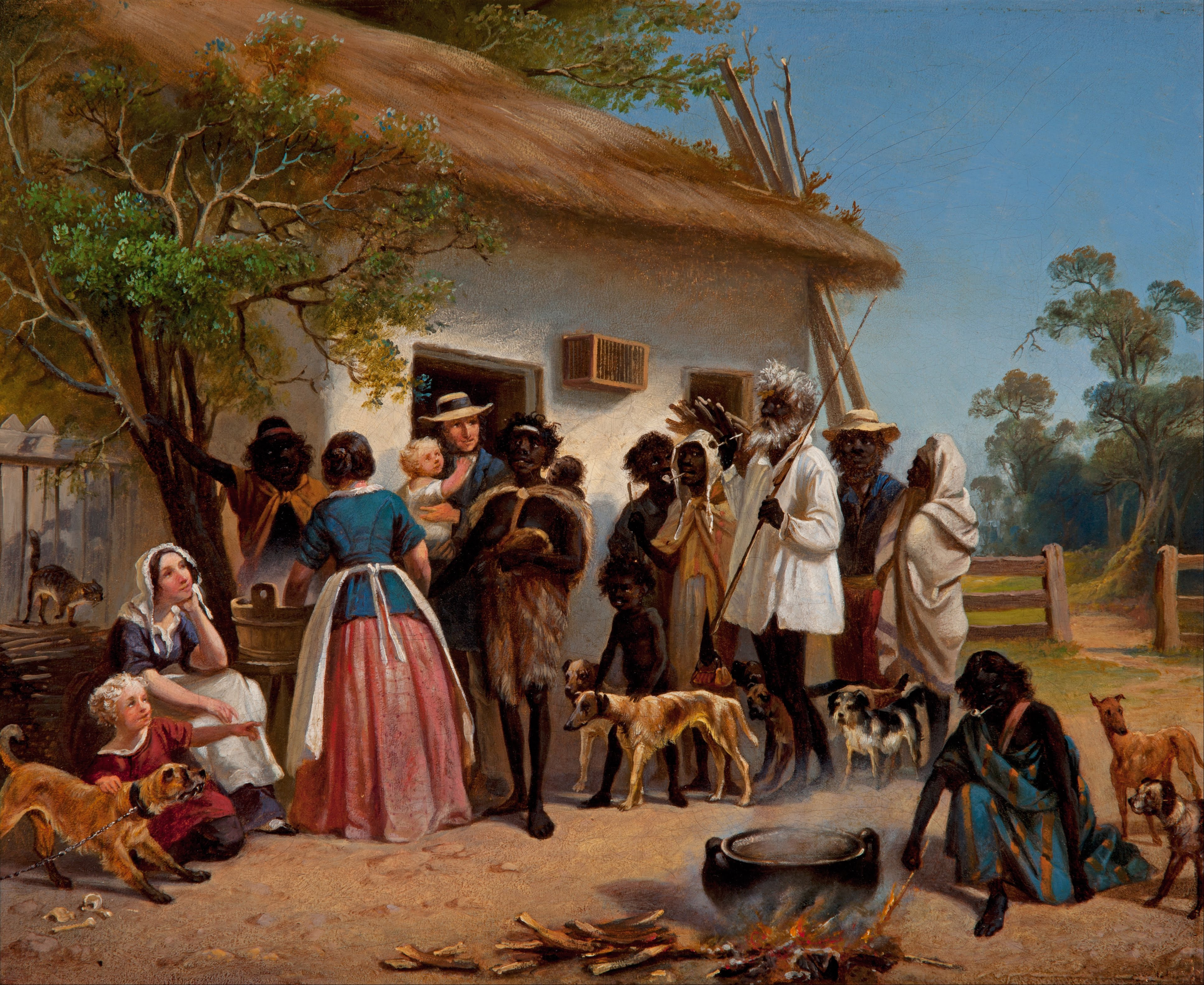
Colonos europeus com os aborígines, 1850

As evidências de atividade humana na Austrália Meridional remontam a 20 000 anos, com atividades de mineração de pederneira e arte rupestre na caverna Koonalda, na planície de Nullarbor. Além disso, foram feitas lanças e ferramentas de madeira em uma área agora coberta de turfeira no sudeste. A ilha Kangaroo era habitada muito antes de a ilha ser cortada pelo aumento do nível do mar. O primeiro avistamento europeu registrado da costa sul-australiana ocorreu em 1627, quando o navio holandês Gulden Zeepaert, capitulado por François Thijssen, examinou e mapeou uma seção da costa a leste do arquipélago Nuyts. O capitão Thijssen nomeou todo o país a leste de Leeuwin como "Nuyts Land", em homenagem a um distinto passageiro a bordo, o honorável Pieter Nuyts, um dos conselheiros da Índia.
O litoral da Austrália Meridional foi mapeado pela primeira vez por Matthew Flinders e Nicolas Baudin em 1802, exceto a enseada mais tarde nomeada Port Adelaide River, que foi descoberta pela primeira vez em 1831 pelo capitão Collet Barker e posteriormente mapeada com precisão de 1836 a 1837 pelo coronel William Light, líder da Primeira Expedição dos Comissários de Colonização da Austrália Meridional e primeiro Agrimensor-Geral da Austrália Meridional.
A terra que agora forma o estado da Austrália Meridional foi reivindicada pela Grã-Bretanha em 1788 como parte da Colônia de Nova Gales do Sul. Embora a nova colônia incluísse quase dois terços do continente australiano, os primeiros assentamentos estavam todos na costa leste e apenas alguns exploradores corajosos se aventuraram neste extremo oeste. Levou mais de quarenta anos para que qualquer proposta séria de estabelecer assentamentos na parte sudoeste de Nova Gales do Sul fosse apresentada.
Em 15 de agosto de 1834, o Parlamento Britânico aprovou a Lei da Austrália Meridional de 1834 (Lei da Fundação), que autorizou Sua Majestade a erguer e estabelecer uma província ou províncias no sul da Austrália. A lei afirmava que a terra entre 132 e 141° de longitude leste e de 26° de latitude sul até o oceano ao sul seria atribuída à colônia e seria isenta do envio de condenados.

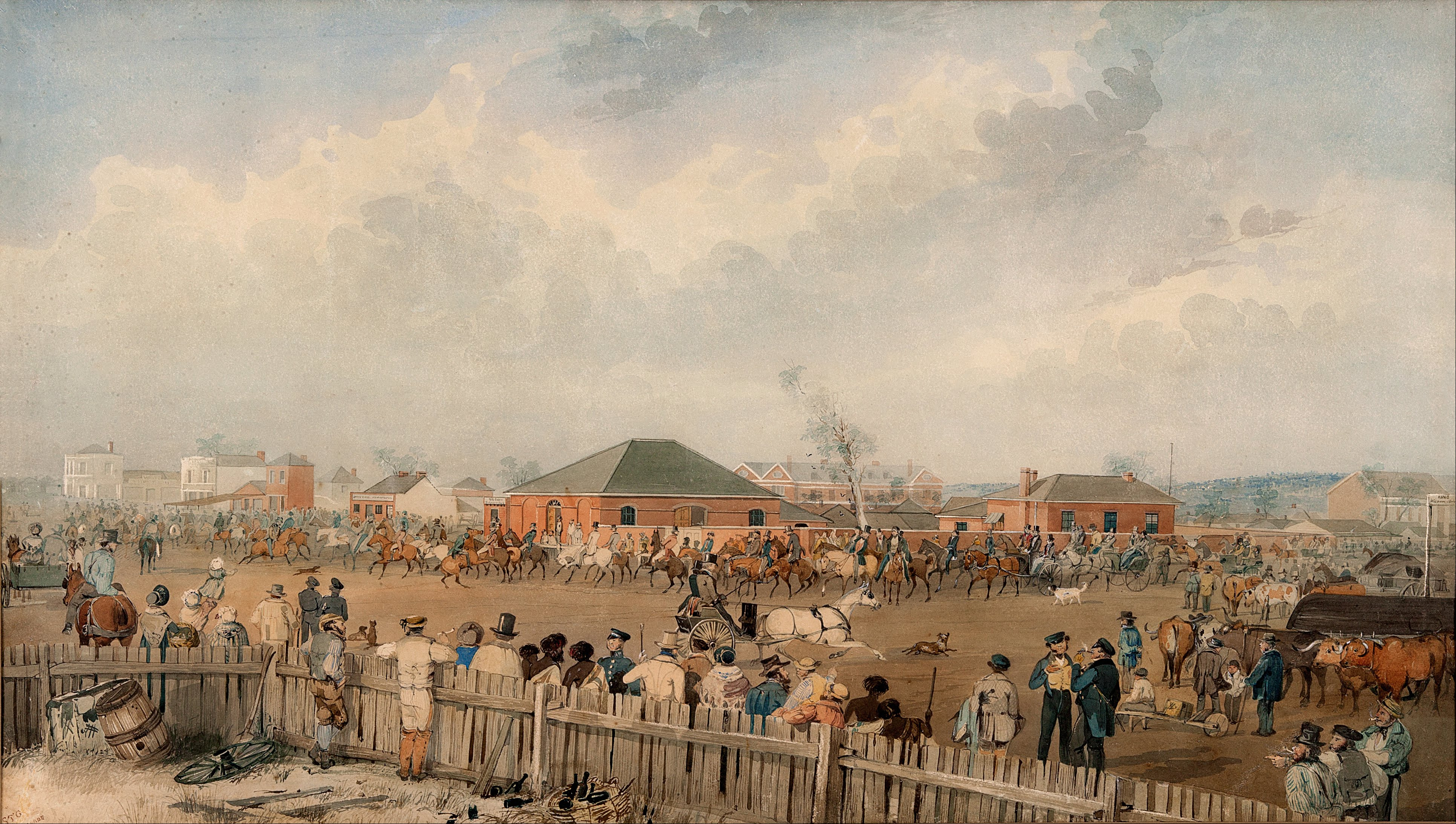
Expedição de Charles Sturt saindo de Adelaide.

Em contraste com o resto da Austrália, terra nullius não se aplicava à nova província. A carta-patente, que utilizou as disposições habilitadoras da Lei da Austrália Meridional de 1834 para fixar os limites da província da Austrália Meridional, desde que "nada daquilo da carta-patente afetará ou será interpretado como afetando os direitos de qualquer nativo aborígene da referida província à ocupação e gozo em suas próprias pessoas ou nas pessoas de seus descendentes de qualquer das terras agora atualmente ocupadas ou desfrutadas por esses nativos". Embora a patente garantisse os direitos à terra sob a lei para os habitantes indígenas, ela foi ignorada pelas autoridades e posseiros da Companhia da Austrália Meridional. Apesar da forte referência aos direitos da população nativa na proclamação inicial do governador, houve muitos conflitos e mortes nas Guerras Fronteiriças da Austrália na Austrália Meridional.

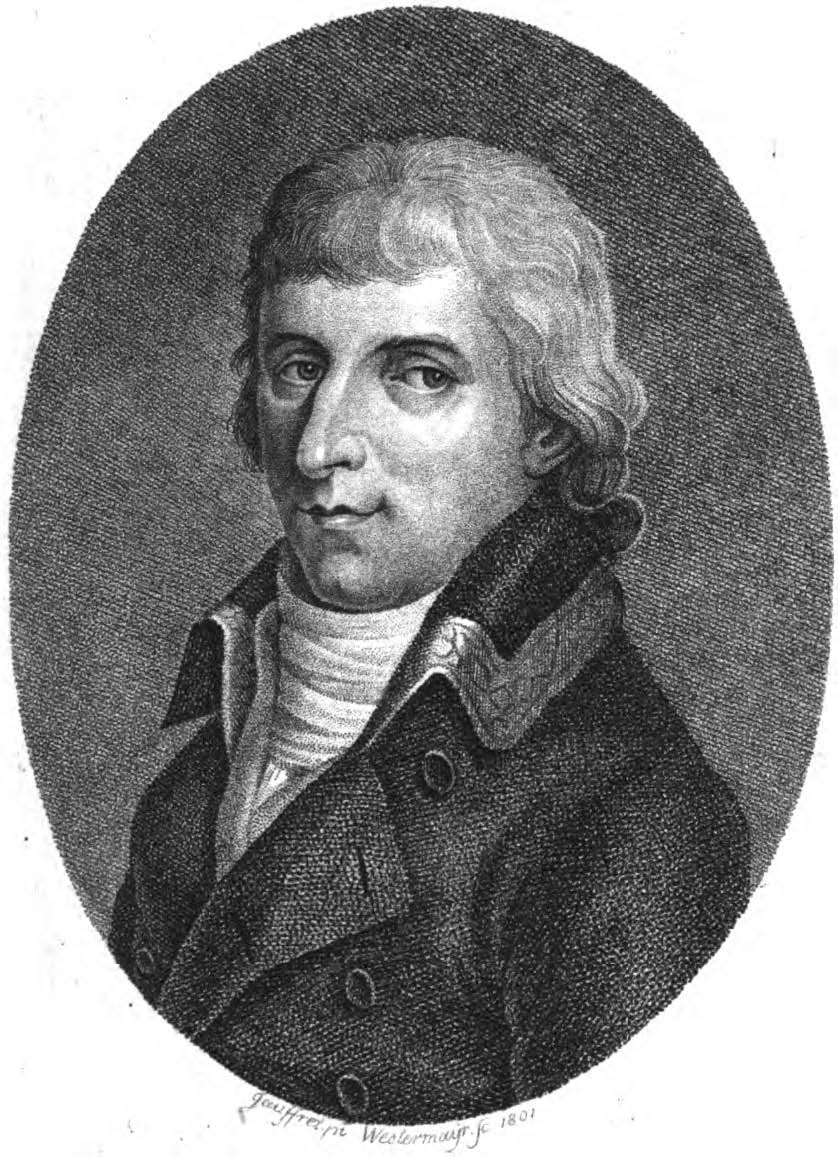
Nicolas Baudin, que mapeou a costa da Austrália Meridional, juntamente com Matthew Flinders.

A pesquisa foi necessária antes da colonização da província, e os Comissários da Colonização da Austrália Meridional nomearam William Light como líder de sua "Primeira Expedição", encarregada de examinar 1500 milhas da costa sul-australiana e selecionar o melhor local para a capital, e em seguida, planejar e pesquisar o local para cidade em seções de um acre e seus arredores em seções de 134 acres.
Ansiosa para iniciar o estabelecimento de sua pesca de baleia e foca, a Companhia da Austrália Meridional solicitou e obteve a permissão dos Comissários para enviar navios da Companhia para o Austrália Meridional, antes das pesquisas e à frente dos colonos dos Comissários.[carece de fontes?]
O assentamento composto de sete navios e 636 pessoas da Companhia foi feito temporariamente em Kingscote, na ilha Kangaroo, até que o local oficial da capital foi selecionado por William Light, onde atualmente está localizada a cidade de Adelaide. Os primeiros imigrantes chegaram a Baía de Holdfast (perto da atual Glenelg) em novembro de 1836. O início do governo colonial foi proclamado em 28 de dezembro de 1836, agora conhecido como Dia da Proclamação.
A Austrália Meridional é o único estado australiano que nunca recebeu condenados britânicos. Outro assentamento livre, a Colônia do Rio Swan foi estabelecido em 1829, mas a Austrália Ocidental mais tarde procurou o trabalho com condenados, e em 1849 foi formalmente constituída como uma colônia penal. Embora a Austrália Meridional tenha sido constituída de tal forma que os condenados nunca pudessem ser transportados para a província, alguns condenados emancipados ou que escaparam ou expiraram fizeram seu próprio caminho até lá, antes de 1836 ou mais tarde, e podem ter constituído de 1 a 2% da população inicial.
O plano para a província era que seria um experimento de reforma, abordando os problemas percebidos na sociedade britânica. Deveria haver liberdade religiosa e nenhuma religião oficial estabelecida. As vendas de terras para os colonos criaram um fundo de emigração para pagar os custos de transferência de uma população jovem e pobre de trabalhadores para a Austrália Meridional. No início de 1838, os colonos ficaram preocupados depois que foi relatado que os condenados que haviam escapado dos estados do leste podem seguir para Austrália Meridional. A Polícia da Austrália Meridional foi formada em abril de 1838 para proteger a comunidade e fazer cumprir os regulamentos do governo. Seu papel principal era administrar a primeira prisão temporária, uma cabana de dois quartos.
A atual bandeira da Austrália Meridional foi adotada em 13 de janeiro de 1904 e é uma bandeira azul britânica modificada com o emblema do estado. O emblema é descrito como um picanço com asas estendidas em um disco amarelo. Acredita-se que o emblema do estado tenha sido desenhado por Robert Craig, da Escola de Design de Adelaide.

## Geografia

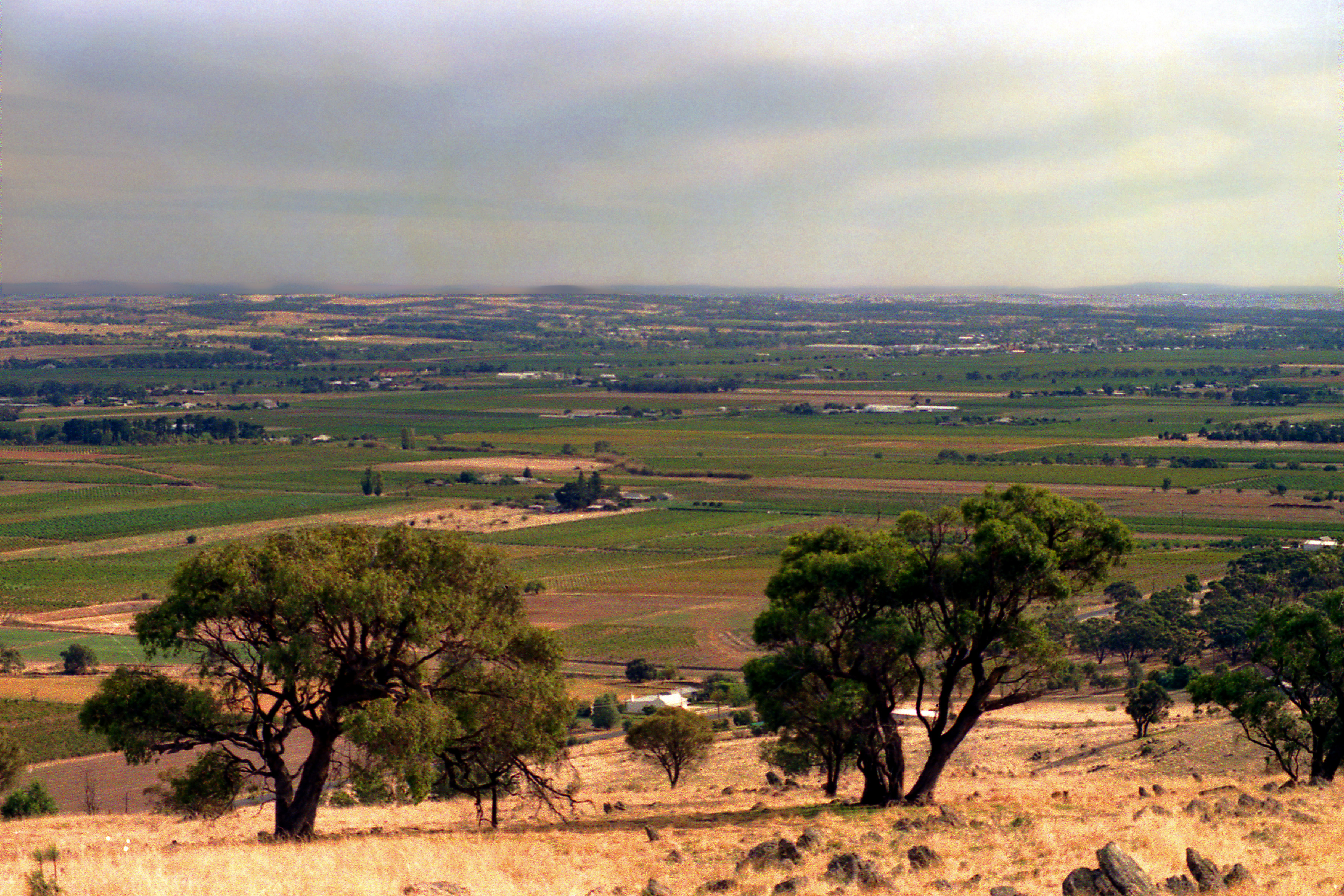
Vale Barossa a nordeste de Adelaide.

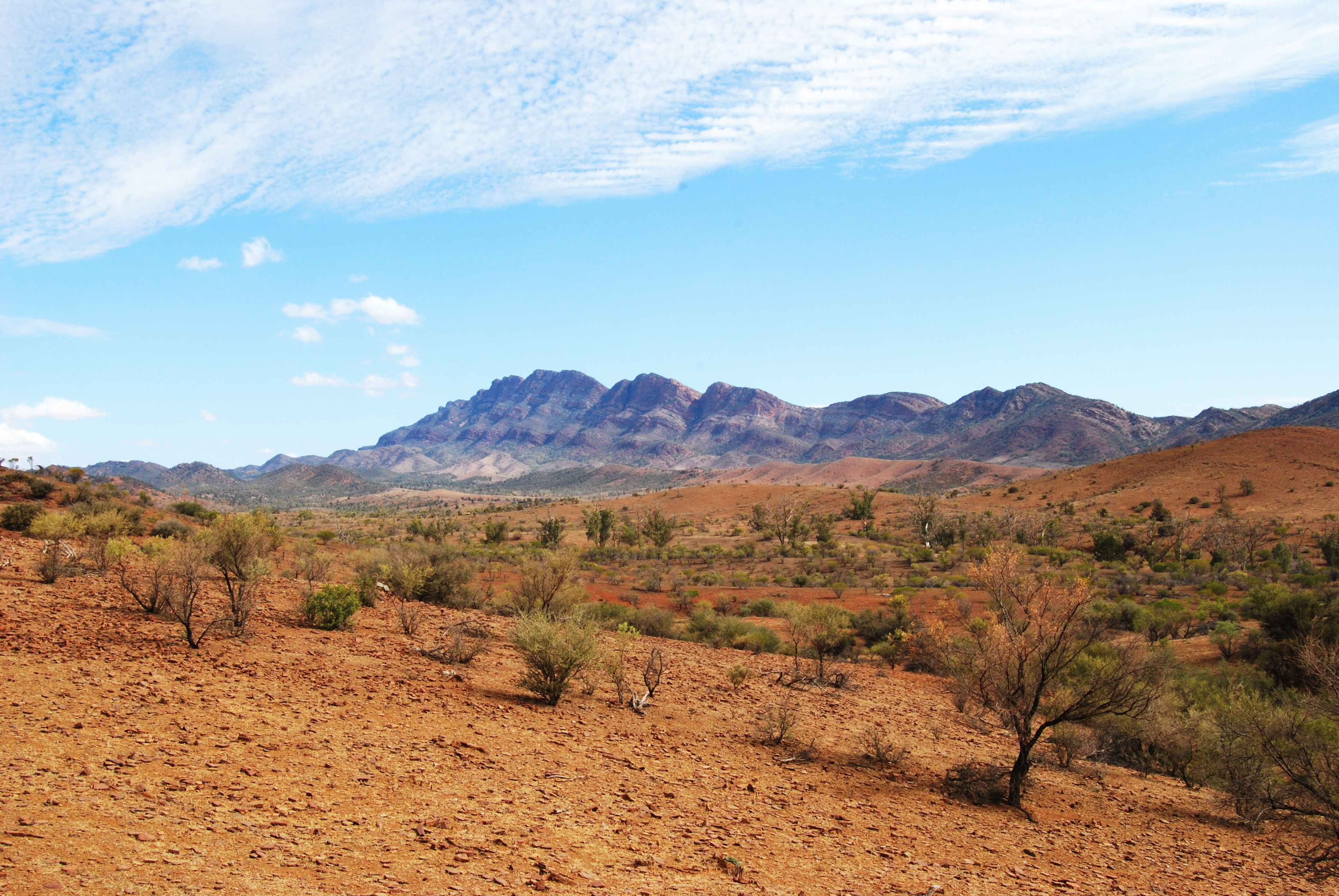
Paisagem árida nos Montes Flinders.

O terreno que compreende a área do estado da Austrália Meridional consiste em grande parte de pastagens áridas e semiáridas, com várias cadeias de montanhas baixas. O mais importante (mas não o mais alto) é o sistema dos Montes Lofty−Flinders, que se estende para o norte cerca de 800 quilômetros (500 milhas) do Cabo Jervis até o extremo norte do Lago Torrens. O ponto mais alto do estado não está nesse sistema, pois o Monte Woodroffe, com cerca de 1 435 metros, está localizado nos Montes Musgrave, no extremo noroeste do estado. A porção sudoeste do estado consiste na planície de Nullarbor, escassamente habitada e dominada pelos penhascos da Grande Baía Australiana. As características da costa incluem o Golfo Spencer e as penínsulas de Eyre e Yorke que o cercam.
As principais indústrias e exportações da Austrália Meridional são trigo, vinho e lã. Mais da metade dos vinhos da Austrália são produzidos nas regiões vinícolas da Austrália Meridional, que incluem principalmente o Vale Barossa, Vale Clare, Vale McLaren, Coonawarra, Riverland e Adelaide Hills.

### Limites da Austrália Meridional
A Austrália Meridional tem fronteiras com todos os outros estados e territórios do continente australiano, exceto com o Território da Capital Australiana e o Território da Baía de Jervis. A fronteira com a Austrália Ocidental tem uma história envolvendo o astrônomo do governo da Austrália Meridional, Dodwell, e o astrônomo do governo da Austrália Ocidental, Curlewis, marcando a fronteira em terra na década de 1920.
Em 1863, essa parte de Nova Gales do Sul ao norte da Austrália Meridional foi anexada ao estado, por cartas-patente, como o "Território do Norte da Austrália Meridional", que foi reduzido para "Território do Norte" em 6 de julho de 1863. O Território do Norte foi entregue ao governo federal em 1911 e tornou-se um território separado.
De acordo com mapas australianos, a costa sul da Austrália Meridional é definida pelo Oceano Antártico, mas o consenso internacional oficial define o Oceano Antártico como se estendendo para o norte do polo apenas até o Paralelo 60 S ou 55 S, isso pelo menos 17 graus de latitude mais ao sul do que o ponto mais ao sul da Austrália Meridional. Assim, a costa sul é oficialmente adjacente à porção mais ao sul do Oceano Índico.

### Clima

Mapa climático da Austrália Meridional segundo Köppen

De acordo com a classificação climática de Köppen-Geiger, as partes sul do estado têm um clima mediterrânico, sendo o clima mediterrânico de verão fresco (Csb) predominante no extremo sul e o clima mediterrânico de verão quente (Csa) predominante no norte do sul do estado. O restante do estado apresenta um clima árido e semiárido, que varia de árido frio a semiárido frio (BWk e BSk respectivamente) ao sul, e árido quente e semiárido quente (BWh e BSh) ao norte.
A principal faixa de temperatura da Austrália Meridional é de 29 °C (84 °F) em janeiro e 15 °C (59 °F) em julho. A maior temperatura já registrada no estado foi de 50,7 °C (123,3 °F) em Oodnadatta em 2 de janeiro de 1960, que também é oficialmente a temperatura mais alta já registrada na Austrália. A temperatura mais baixa já registrada foi de −8,2 °C (17,2 °F) em Yongala em 20 de julho de 1976.
| Dados climatológicos para Austrália Meridional | Dados climatológicos para Austrália Meridional | Dados climatológicos para Austrália Meridional | Dados climatológicos para Austrália Meridional | Dados climatológicos para Austrália Meridional | Dados climatológicos para Austrália Meridional | Dados climatológicos para Austrália Meridional | Dados climatológicos para Austrália Meridional | Dados climatológicos para Austrália Meridional | Dados climatológicos para Austrália Meridional | Dados climatológicos para Austrália Meridional | Dados climatológicos para Austrália Meridional | Dados climatológicos para Austrália Meridional | Dados climatológicos para Austrália Meridional |
| Mês                                            | Jan                                            | Fev                                            | Mar                                            | Abr                                            | Mai                                            | Jun                                            | Jul                                            | Ago                                            | Set                                            | Out                                            | Nov                                            | Dez                                            | Ano                                            |
| ---------------------------------------------- | ---------------------------------------------- | ---------------------------------------------- | ---------------------------------------------- | ---------------------------------------------- | ---------------------------------------------- | ---------------------------------------------- | ---------------------------------------------- | ---------------------------------------------- | ---------------------------------------------- | ---------------------------------------------- | ---------------------------------------------- | ---------------------------------------------- | ---------------------------------------------- |
| Temperatura máxima recorde (°C)                | 50,7                                           | 48,2                                           | 46,5                                           | 42,1                                           | 36,5                                           | 34,0                                           | 34,2                                           | 36,5                                           | 41,5                                           | 45,4                                           | 47,9                                           | 49,9                                           | 50,7                                           |
| Temperatura mínima recorde (°C)                | 0,2                                            | 0,8                                            | −2,2                                           | −3,5                                           | −6,6                                           | −8,1                                           | −8,2                                           | −6,6                                           | −4,5                                           | −4,4                                           | −2,4                                           | −0,5                                           | −8,2                                           |
| Fonte: Bureau of Meteorology                   |                                                |                                                |                                                |                                                |                                                |                                                |                                                |                                                |                                                |                                                |                                                |                                                |                                                |

## Demografia
Em março de 2018, a população da Austrália Meridional era de 1 733 500 habitantes. A maioria da população do estado vive na área metropolitana da Grande Adelaide, que tinha uma população estimada em 1 333 927 em junho de 2017. Outros centros populacionais significativos incluem Mount Gambier (29 505), Victor Harbor-Goolwa (26 334), Whyalla (21 976), Murray Bridge ( 18 452), Port Lincoln (16 281), Port Pirie (14 267) e Port Augusta (13 957).

### Centros urbanos
| Posição | Centro urbano       | População     | População     | População     |
| Posição | Centro urbano       | Censo de 2016 | Censo de 2011 | Censo de 2006 |
| ------- | ------------------- | ------------- | ------------- | ------------- |
| 1       | Adelaide            | 1 165 632     | 1 103 979     | 1 040 719     |
| 2       | Gawler              | 26 472        | 23 957        | 20 006        |
| 3       | Mount Gambier       | 26 148        | 25 199        | 23 494        |
| 4       | Whyalla             | 21 501        | 21 736        | 21 122        |
| 5       | Murray Bridge       | 16 804        | 15 967        | 14 048        |
| 6       | Mount Barker        | 16 629        | 14 452        | 11 540        |
| 7       | Victor Harbor       | 15 265        | 13 411        | 10 380        |
| 8       | Crafers-Bridgewater | 15 125        | 14 617        | 13 375        |
| 9       | Port Lincoln        | 14 064        | 14 088        | 13 044        |
| 10      | Port Pirie          | 13 740        | 13 819        | 13 206        |
| 11      | Port Augusta        | 12 896        | 13 504        | 13 257        |
| 12      | Goolwa              | 7 717         | 10 438        | 5 882         |
| 13      | Nuriootpa           | 5 691         | 5 215         | 4 414         |
| 14      | Strathalbyn         | 5 486         | 5 292         | 3 894         |
| 15      | Naracoorte          | 5 074         | 4 908         | 4 888         |
| 16      | Nairne              | 4 842         | 4 198         | 3 470         |
| 17      | Millicent           | 4 734         | 4 798         | 4 771         |
| 18      | Renmark             | 4 634         | 4 387         | 4 339         |
| 19      | Kadina              | 4 587         | 4 470         | 4 026         |
| 20      | Tanunda             | 4 324         | 4 214         | 4 153         |

### Ancestralidade e imigração
No censo australiano de 2016, as ancestralidades mais comumente nomeadas foram: 
- Inglesa (40,5%)
- Australiana (35,5%) [nota 4]
- Escocesa (8,9%)
- Irlandesa (8,5%)
- Alemã (8,2%)
- Italiana (6,1%)
- Chinesa (3,3%)
- Grega (2,4%)
- Indiana (2,1%)
- Indígena (2%) [nota 5]
- Neerlandesa (1,7%)
- Vietnamita (1,3%)
- Polonesa (1,2%)
- Filipina (1%)

Cerca de 28,9% da população nasceu no exterior, de acordo com o censo de 2016. Os cinco maiores grupos de nascidos no exterior foram da Inglaterra (5,8%), Índia (1,6%), China (1,5%), Itália (1,1%) e Vietnã (0,9%).
Cerca de 2% da população, ou 34 184 pessoas, identificaram-se como australianas indígenas (aborígines australianos e nativos do Estreito de Torres) em 2016.

### Línguas
No censo de 2016, 78,2% da população falava apenas inglês em casa. Os outros idiomas mais falados em casa foram o italiano (1,7%), mandarim padrão (1,7%), grego (1,4%) vietnamita (1,1%) e cantonês (0,6%).

### Religião
No censo de 2016, cerca de 53,9% das respostas informaram ter alguma variante do cristianismo como sua religião. Cerca de 9% dos entrevistados optaram por não declarar uma religião. As respostas mais comumente nomeadas foram sem religião (35,4%), catolicismo (18%), anglicanismo (10%) e Igreja Unida (7,1%).

## Economia
O número médio anual de empregados na Austrália Meridional em 2009–10 foi de 800 600 pessoas, 18% superior ao de 2000–01. No período correspondente, o emprego anual médio nacional aumentou 22%.

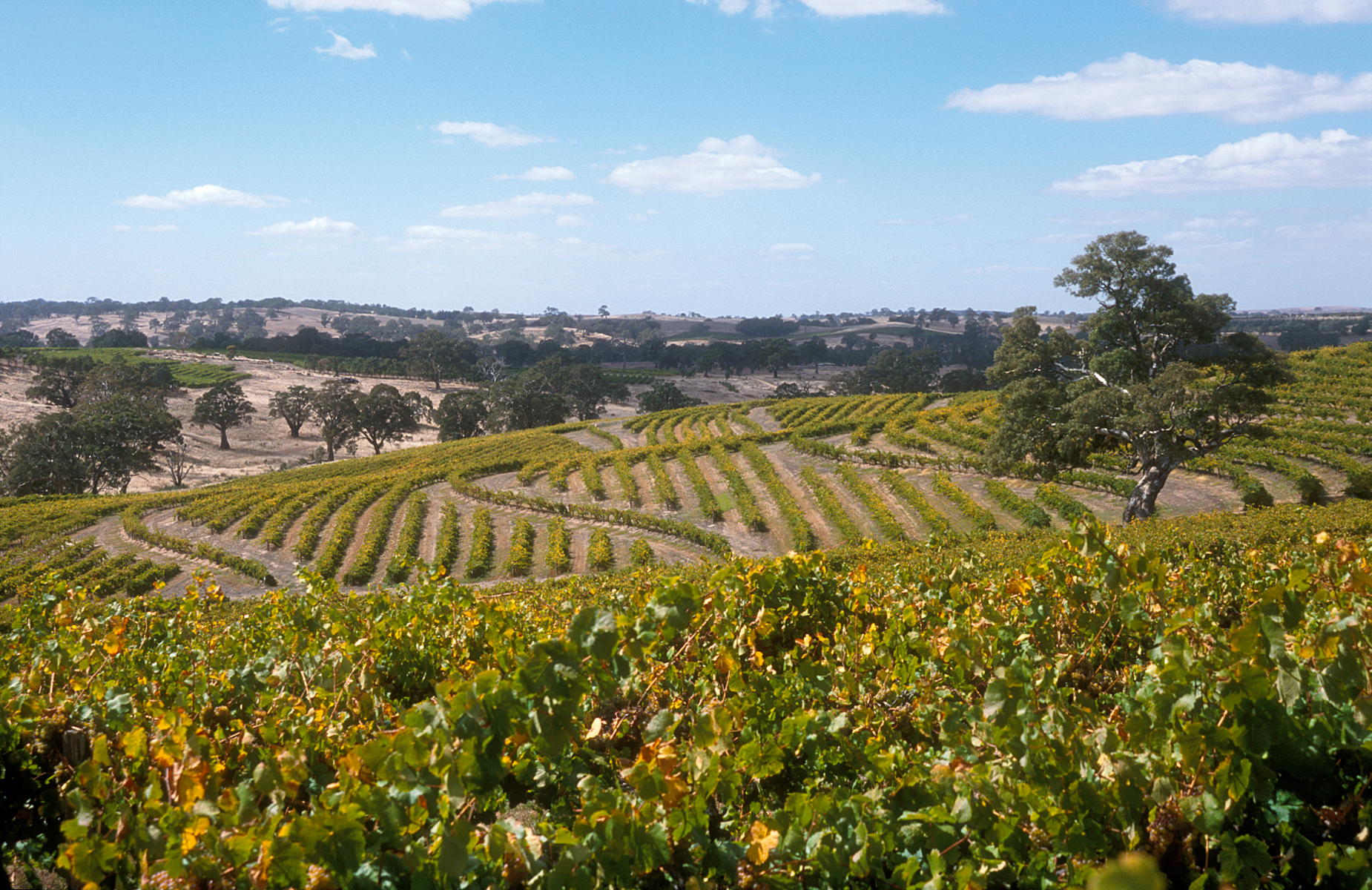
Vinhedo em Eden Valley. A indústria vinícola da Austrália Meridional é a maior da Austrália.

Os maiores setores empregadores da Austrália Meridional são a assistência médica e a assistência social, superando a indústria manufatureira na Austrália Meridional como o maior empregador desde 2006–2007. Em 2009–10, a manufatura no estado teve um total médio anual de 83 700 pessoas empregadas, em comparação com 103 300 pessoas em assistência médica e assistência social. Os serviços de saúde e assistência social representavam quase 13% da média anual do número de empregos no estado.
O comércio varejista era o segundo maior empregador na Austrália Meridional durante 2009–10, com 91 900 empregados e 12% da força de trabalho do estado.
A indústria de manufatureira desempenha um papel importante na economia da Austrália Meridional, gerando 11,7% do produto interno bruto estadual (GSP e desempenhando um papel importante nas exportações. A indústria de manufatura consiste em automóveis (44% da produção australiana total, 2006) e fabricação de componentes, produtos farmacêuticos, tecnologia de defesa (2,1% do GSP, 2002–03) e sistemas eletrônicos (3,0% do GSP em 2006). A economia da Austrália Meridional depende mais das exportações do que qualquer outro estado da Austrália.

Os ganhos das exportações estaduais foram de A$ 10 bilhões por ano e cresceram 8,8% entre 2002 e 2003. A produção de alimentos e bebidas da Austrália Meridional (incluindo agricultura, horticultura, aquicultura, pesca e manufatura) foi de A$ 10 bilhões em 2002–03.

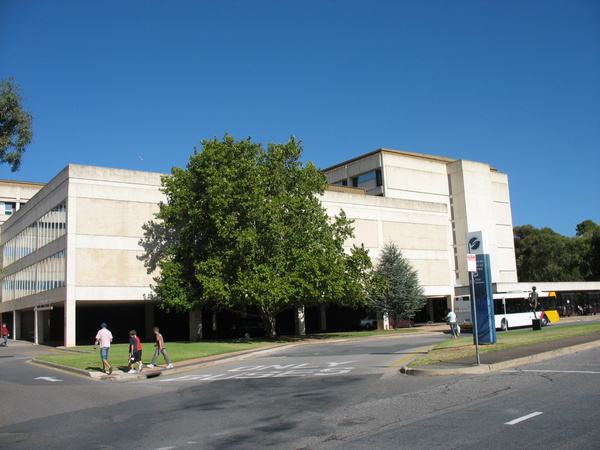
Centro Médico Flinders. A assistência médica e assistência social são o maior setor empregador definido pela Australian Bureau of Statistics na Austrália Meridional.

A classificação de crédito da Austrália Meridional foi elevado para AAA pela agência de classificação de risco Standard & Poor's em setembro de 2004 e para AAA pela agência de classificação de risco da Moody's em novembro de 2004, a mais alta classificação de crédito alcançável por qualquer empresa ou entidade soberana. O estado havia perdido anteriormente essas classificações no colapso do banco do estado. No entanto, em 2012, a Standard & Poor's rebaixou a classificação de crédito do estado para AA+ devido a receitas em declínio, novas iniciativas de gastos e uma perspectiva orçamentária mais fraca do que o esperado.
O produto interno bruto estadual da Austrália Meridional foi de A$ 48,9 bilhões a partir de 2004, com um renda de A$ 32 996 per capita. As exportações para 2006 foram avaliadas em A$ 9,0 bilhões e as importações em A$ 6,2 bilhões. As aprovações de edifícios residenciais particulares tiveram um crescimento de 80% em relação ao ano de 2006.
Em 2006, a economia da Austrália Meridional incluiu os seguintes setores principais: carnes e preparados de carne, trigo, vinho, lã e peles de carneiro, máquinas, manufaturas de metal e aço, peixe e crustáceos, veículos e peças rodoviárias e produtos petrolíferos. Outras indústrias, como educação e tecnologia de defesa, foram de crescente importância.
A Austrália Meridional recebe a menor quantidade de financiamento federal para sua rede rodoviária local de todos os estados, per capita e por quilômetro.
Em 2013, a Austrália Meridional foi nomeada pela Commsec Securities como a segunda economia com menor desempenho na Austrália. Embora algumas fontes tenham apontado gastos fracos no varejo e investimentos de capital, outros atribuíram um desempenho fraco aos declínios nos gastos públicos.
A Austrália Meridional lidera todos os outros estados australianos por sua comercialização e compromisso com a energia renovável. Agora é o principal produtor de energia eólica na Austrália. A energia renovável é uma fonte crescente de eletricidade no estado e há potencial de crescimento desse setor específico da economia. A Reserva de Energia de Hornsdale é um banco de baterias conectadas à rede adjacente ao Parque Eólico de Hornsdale, na região Centro-Norte da Austrália Meridional. No momento da construção, no final de 2017, era considerada a maior bateria de íons de lítio do mundo.

## Política

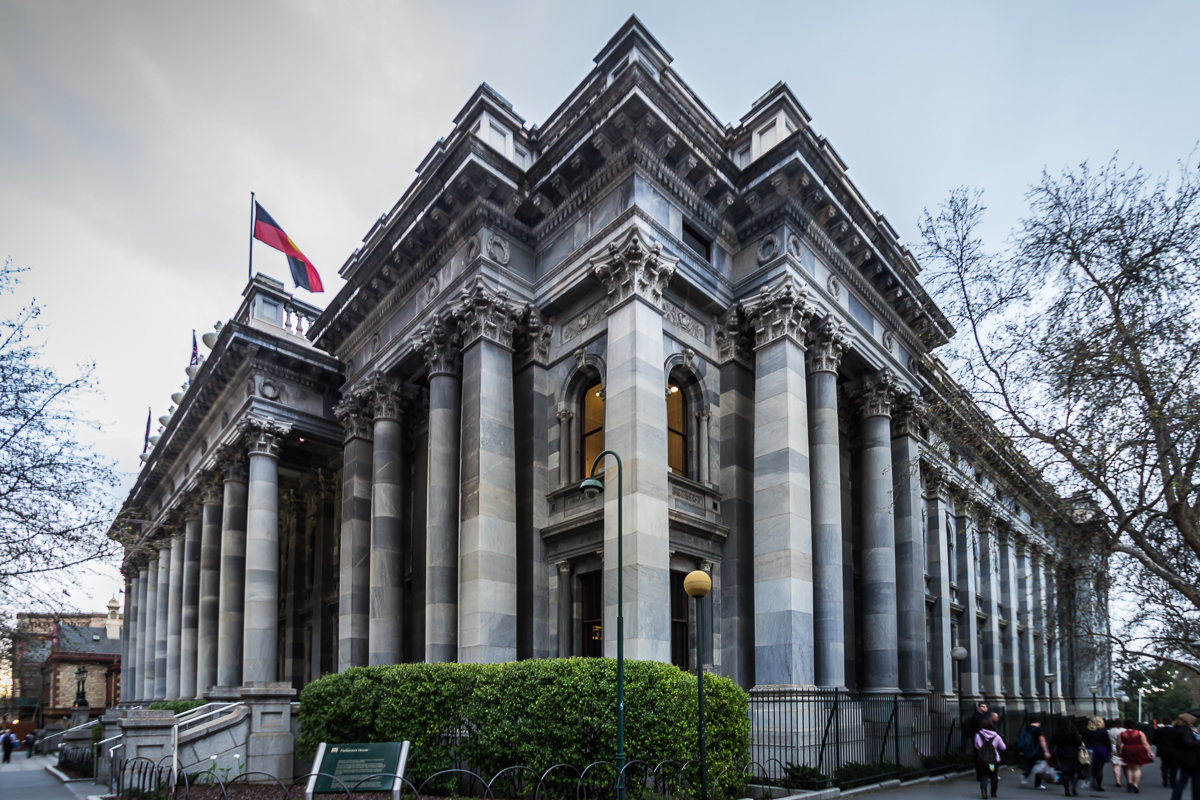
Parlamento da Austrália Meridional, em Adelaide,

A Austrália Meridional é uma monarquia constitucional, com a rainha da Austrália como soberana e o governador do estado como seu representante. É um estado da Comunidade da Austrália. O Parlamento da Austrália Meridional que é bicameral, consiste na câmara baixa conhecida como Casa da Assembleia e na câmara alta conhecida como Conselho Legislativo. As eleições gerais são realizadas a cada quatro anos, sendo a última a eleição de 2018.
Inicialmente, o governador da Austrália Meridional detinha um poder quase total, derivado das cartas-patente do governo imperial para criar a colônia. Ele era responsável apenas pelo Gabinete Colonial Britânico e, portanto, a democracia não existia na colônia. Um novo órgão foi criado para assessorar o governador na administração da Austrália Meridional em 1843, chamado Conselho Legislativo. Consistia em três representantes do governo britânico e quatro colonos nomeados pelo governador. O governador manteve o poder executivo total.
Em 1851, o Parlamento Imperial promulgou a Lei do Governo das Colônias Australianas, que permitiu a eleição de representantes para cada uma das legislaturas coloniais e a composição de uma constituição para criar adequadamente um governo representativo e responsável na Austrália Meridional. No final daquele ano, os colonos masculinos foram autorizados a votar em 16 membros em um novo Conselho Legislativo de 24 lugares. Oito membros continuaram sendo nomeados pelo governador.
A principal responsabilidade desse órgão era redigir uma constituição para a Austrália Meridional. O corpo redigiu a constituição mais democrática já vista no Império Britânico e previa o sufrágio universal masculino. Criou o Parlamento bicameral da Austrália Meridional. Pela primeira vez na colônia, o executivo foi eleito pelo povo e a colônia usou o sistema Westminster, onde o governo é o partido ou coalizão que exerce a maioria na Casa da Assembleia.
O sufrágio feminino na Austrália deu um salto adiante, promulgado em 1895 e com efeito nas eleições coloniais de 1896, a Colônia da Austrália Meridional foi a primeira na Austrália e a segunda no mundo, depois da Nova Zelândia, a permitir que as mulheres votassem, e a primeira no mundo a permitir que as mulheres se candidatassem. Em 1897, Catherine Helen Spence foi a primeira mulher na Austrália a ser candidata a um cargo político quando foi nomeada para ser uma das delegadas da Austrália Meridional nas convenções que redigiram a constituição. A Austrália Meridional tornou-se um estado original da Comunidade da Austrália em 1º de janeiro de 1901.

### Governo local
A Austrália Meridional está dividida em 74 áreas de governo local. Os conselhos locais são responsáveis por funções delegadas pelo parlamento da Austrália Meridional, como infraestrutura rodoviária e gerenciamento de resíduos. A receita do Conselho vem principalmente de impostos sobre a propriedade e subsídios do governo.

## Educação

### Educação primária e secundária

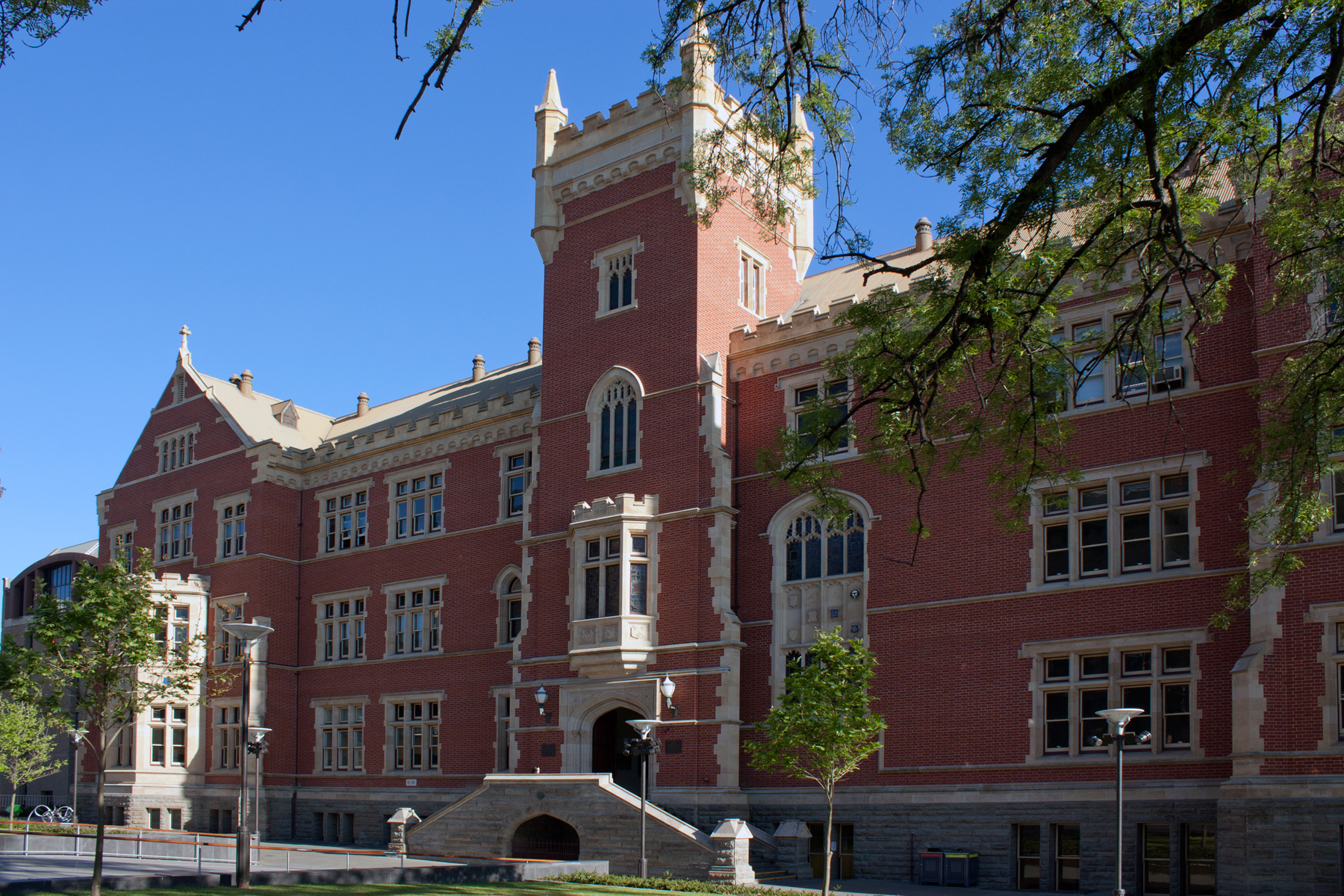
Um dos campi da Universidade da Austrália Meridional.

Em 1 de janeiro de 2009, a idade de saída escolar foi aumentada para 17 (sendo anteriormente 15 e 16 anos). A educação é obrigatória para todas as crianças até os 17 anos, a menos que estejam trabalhando ou passando por outro tipo de treinamento. A maioria dos estudantes permanece estudando para receber o Certificado de Educação da Austrália Meridional (SACE). A educação escolar é de responsabilidade do governo do estado, mas os sistemas de educação pública e privada são financiados conjuntamente por ele e pelo governo da Comunidade.
O governo da Austrália Meridional fornece, para as escolas por aluno, 89% do total do financiamento do governo, enquanto o governo federal contribui com 11%. Desde o início dos anos 1970, tem sido uma controvérsia que 68% dos fundos da comunidade (que aumentaram para 75% em 2008) vão para escolas particulares frequentadas por 32% dos estudantes estaduais. As escolas particulares frequentemente refutam isso dizendo que recebem menos financiamento do governo do estado do que as escolas públicas e, em 2004, o principal financiamento escolar veio do governo australiano, não do governo estadual.
Em 14 de junho de 2013, a Austrália Meridional se tornou o terceiro estado australiano a se inscrever no Programa de Reforma Gonski do Governo Federal da Austrália. Isso aumentou em A$ 1,1 bilhão o financiamento para o ensino primário e secundário no estado até antes de 2019.

### Educação terciária

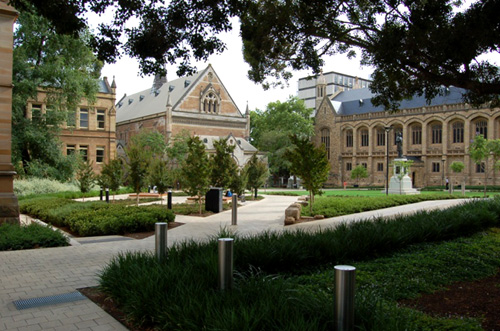
Universidade de Adelaide.

Existem três universidades públicas e quatro privadas no estado da Austrália Meridional. As três universidades públicas são a Universidade de Adelaide (fundada em 1874, a terceira mais antiga da Austrália), a Universidade Flinders (fundade em 1966) e a Universidade da Austrália Meridional (fundada em 1991). As quatro universidades privadas são a Universidade de Torrens da Austrália (fundada em 2013), a Universidade Carnegie Mellon (fundada 2006), a Escola de Energia e Recursos da University College London e a Universidade de Cranfield. Todos os seis têm seu campi principais na área metropolitana de Adelaide.

#### Educação vocacional
O ensino profissional superior é oferecido por várias Organizações de Treinamento Registradas (RTOs), que são regulamentadas no nível da Comunidade. A variedade de RTOs que oferecem educação inclui provedores públicos, privados e corporativos, ou seja, empregando organizações que administram uma RTO para seus próprios funcionários ou membros.
O maior provedor público de educação profissional é o TAFE South Australia, formado por faculdades em todo o estado, muitas delas em áreas rurais, oferecendo ensino superior para o maior número possível de pessoas. No estado, o TAFE é financiado pelo governo estadual e administrado pelo Departamento de Educação Continuada, Emprego, Ciência e Tecnologia da Austrália Meridional (DFEEST). Cada campus da TAFE South Australia oferece uma variedade de cursos com sua própria especialização.

## Transportes

### Transporte histórico

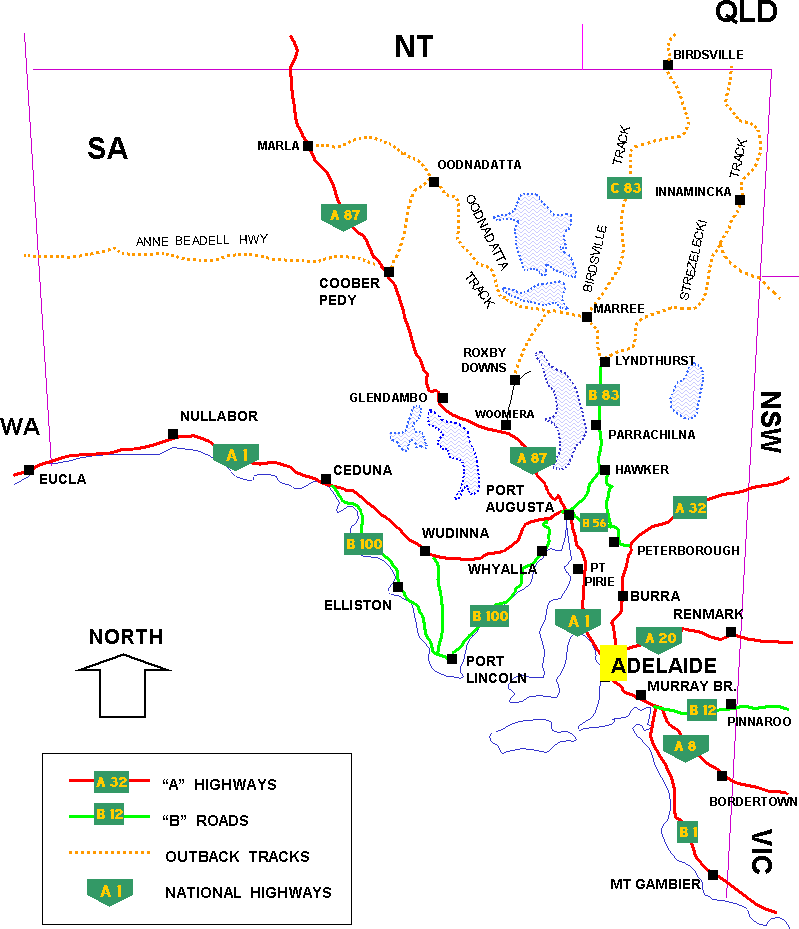
Principais rodovias na Austrália Meridional

Após o assentamento, a principal forma de transporte na Austrália Meridional era o transporte marítimo. O transporte terrestre limitado era fornecido por cavalos e bois. Em meados do século XIX, o estado começou a desenvolver uma ampla rede ferroviária, embora uma rede de navegação costeira continuasse até o período pós-guerra.
As estradas começaram a melhorar com a introdução do transporte motorizado. No final do século XIX, o transporte rodoviário dominava o transporte interno no sul da Austrália.

### Transporte ferroviário
A Austrália Meridional tem quatro conexões ferroviárias interestaduais, para Perth pela Nullarbor Plain, para Darwin pelo centro do continente, para Nova Gales do Sul por Broken Hill e Melbourne, que é a capital mais próxima de Adelaide.
O transporte ferroviário é importante para muitas minas no norte do estado.
A capital Adelaide possui uma rede ferroviária suburbana composta por várias unidades elétricas a diesel e totalmente elétricas, com 6 linhas entre elas.

### Transporte rodoviário

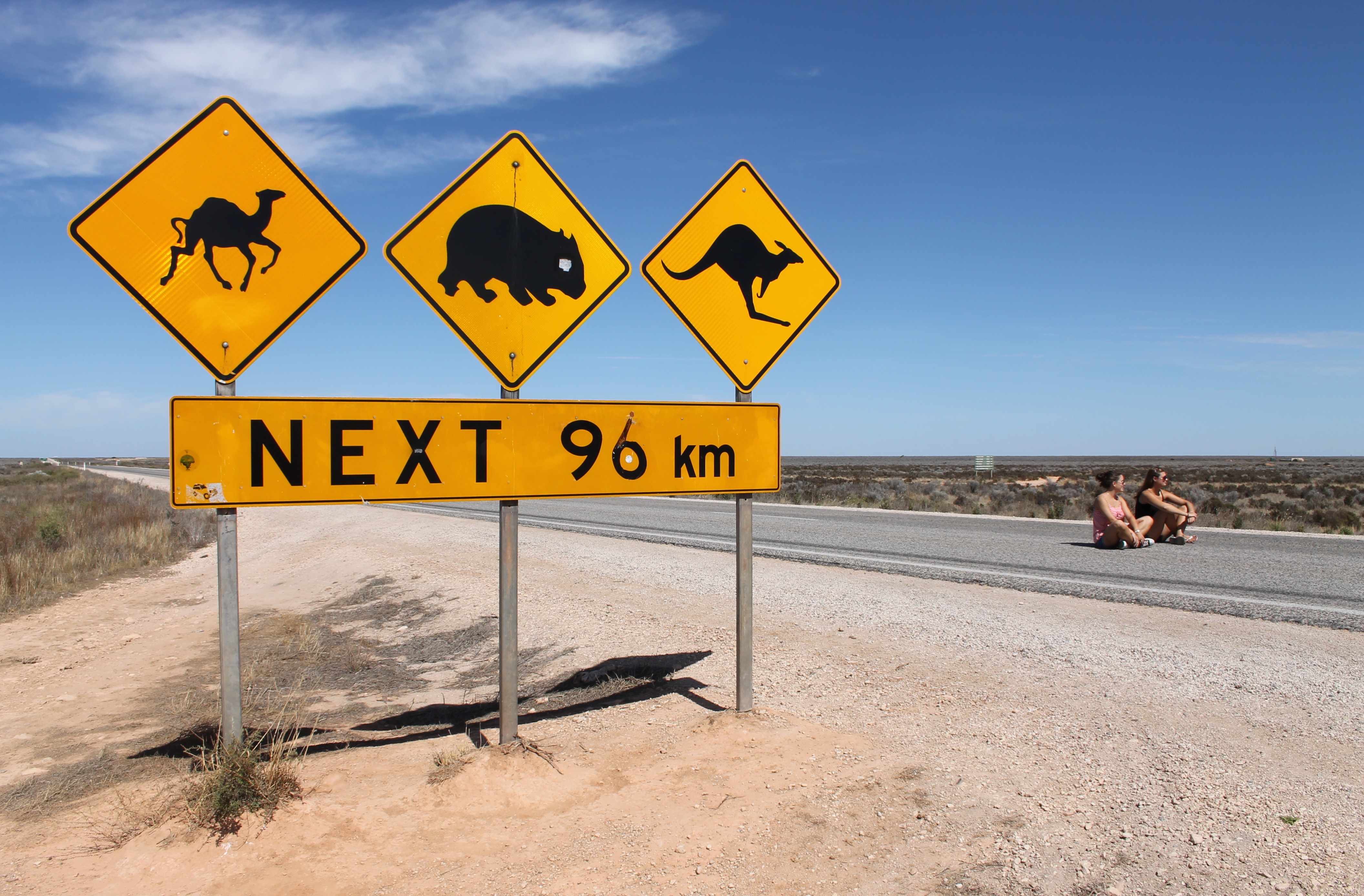
Estrada Eyre a oeste de Nullarbor, Austrália Meridional

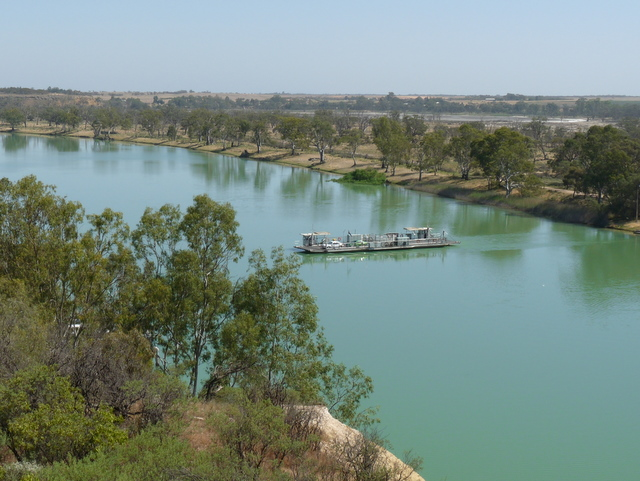
Balsa atravessando o rio Murray em direção à cidade de Waikerie, Austrália Meridional

A Austrália Meridional possui extensas redes de estradas que ligam cidades e outros estados. As estradas também são a forma mais comum de transporte nas principais áreas metropolitanas, predominando o transporte de automóveis. O transporte público em Adelaide é fornecido principalmente por ônibus e bondes, com serviços regulares ao longo do dia.

### Transporte aéreo
O Aeroporto de Adelaide oferece vôos regulares para outras capitais, principais de cidades da Austrália Meridional para muitos locais internacionais. O aeroporto também possui vôos diários para vários aeroportos centrais da Ásia. Os ônibus do Metrô de Adelaide J1 e J1X se conectam à cidade (aproximadamente 30 minutos de viagem). Aplicam-se tarifas padrão e os bilhetes podem ser adquiridos com o motorista. A cobrança máxima, em setembro de 2016, pelo Metroticket é de A$ 5,30. Descontos fora do horário de pico e para idosos podem ser aplicados.

### Transporte fluvial
O rio Murray era antigamente uma importante rota comercial para a Austrália Meridional, com barcos a vapor ligando áreas interiores e o oceano em Goolwa.

### Transporte marítimo
A Austrália Meridional tem um porto de contêineres em Port Adelaide. Também existem numerosos portos importantes ao longo da costa, para minerais e grãos. O terminal de passageiros em Port Adelaide vê periodicamente navios de cruzeiro. A Ilha Kangaroo depende do serviço de balsa Sea Link entre Cape Jervis e Penneshaw.